# نظرية المنهج الدراسي
نظرية المنهج الدراسي أو نظرية المناهج أو نظرية المنهج (بالإنجليزية: Curriculum theory) هو تخصص أكاديمي مكرس لفحص وتشكيل المناهج التعليمية. هناك العديد من التفسيرات لنظرية المناهج، كونها ضيقة مثل ديناميكيات عملية التعلم لطفل واحد في الفصل الدراسي لمسار التعلم مدى الحياة الذي يسلكه الفرد. يمكن التعامل مع نظرية المناهج من منظور تربوي وفلسفي ونفسي واجتماعي. ينص جيمس ماكدونالد على أن "أحد الاهتمامات المركزية للمنظرين هو تحديد الوحدة الأساسية للمناهج الدراسية التي يتم من خلالها بناء الأنظمة المفاهيمية. سواء كانت قرارات عقلانية أو عمليات فعل أو أنماط لغوية أو أي وحدة محتملة أخرى لم يتفق عليها المنظرون." تهتم نظرية المناهج بشكل أساسي بالقيم، التحليل التاريخي للمناهج الدراسية، وطرائق عرض المناهج التعليمية الحالية وقرارات الساسة، والتنظير حول مناهج المستقبل.
يعرّف بينار المجال المعاصر لنظرية المناهج بأنه "محاولة لفهم المناهج على أنها تمثيل رمزي".
أول ذكر لكلمة "منهج" في السجلات الجامعية كان في عام 1582، في جامعة لايدن في هولندا: "بعد أن أنهى منهج دراسته". ومع ذلك، يُعتقد أن نظرية المناهج كمجال للدراسة قد بدأت مع نشر تقرير ييل عن الدفاع عن الكلاسيكيات في عام 1828، والذي شجع دراسة المناهج الكلاسيكية، بما في ذلك اللاتينية واليونانية، عن طريق الحفظ عن ظهر قلب.

## الملكات النفسية
اعتقدت مدرسة الملكات النفسية، التي سيطرت على هذا المجال من عام 1860 إلى عام 1890 في الولايات المتحدة، أن الدماغ عبارة عن عضلة يمكن تحسينها من خلال ممارسة الحفظ (مع الفهم كاعتبار ثانوي). وهذا يدعم النظرية الكلاسيكية، التي أكدت سابقًا على طريقة تدريس المواد المدرسية باستخدام الحفظ والتلاوة كأدوات تعليمية أساسية. تدعي النظرية نفسها وجود ثلاث قدرات أو قوى مكونة:
- وجود الإرادة أو الاختيار، والتي تمكن البشر من التصرف؛
- المشاعر، التي تتعلق بالعواطف والانفعالات التي تمكن البشر من تجربة المتعة والألم والحب والكراهية؛ و،
- الفطنة أو الفهم، وهي أساس العقلانية البشرية التي تمكنهم من إصدار الأحكام وفهم المعاني.[9]

الفكرة هي أن التعليم يجب أن يوسع من قدرة العقل ويتحقق ذلك من خلال المفاهيم الأساسية للانضباط. تم تأسيس النظرية، التي وجهت سياسة المناهج الدراسية للمدارس الابتدائية والثانوية، من قبل ثلاث لجان عينتها الجمعية الوطنية للتعليم (NEA) في تسعينيات القرن التاسع عشر لمتابعة المبادئ العلمية للنظرية: لجنة العشرة للدراسات الثانوية (1893)، ولجنة الخمسة عشر للتعليم الابتدائي (1895) ولجنة متطلبات القبول في الكلية.

## الهربارتيون
نشأت مدارس مختلفة لنظرية المناهج كرد فعل على كلاسيكية مدرسة الملكات النفسية، بما في ذلك مدرسة هربارت، التي نظمت نادي هربارت في عام 1892، ثم جمعية هربارت الوطنية (1895-1899). وكانت فلسفتهم مبنية على أفكار يوهان فريدريك هربارت، الفيلسوف وعالم النفس والمربي الألماني، الذي كان يعتقد أن "مجرد حفظ الحقائق المعزولة، التي ميزت التعليم في المدارس على مر العصور، لا قيمة لها سواء من الناحية التعليمية أو الأخلاقية".

## حركة الكفاءة الاجتماعية
في عام 1918، نشر جون فرانكلين بوبيت كتابه "المناهج الدراسية" الذي تناول المفاهيم الثورية الصناعية السائدة في العلوم التجريبية والكفاءة الاجتماعية وطبقها على الفصول الدراسية. كان يعتقد أن "المناهج الدراسية يجب أن تعد الطلاب بشكل مباشر ومحدد للمهام في عالم الكبار". كما كان يعتقد أن "الحياة البشرية... تتكون من أداء أنشطة محددة. والتعليم الذي يعد للحياة هو الذي يعد بشكل محدد وكافٍ لهذه الأنشطة المحددة". ومن هذه الفكرة، اقترح أن المنهج الدراسي عبارة عن سلسلة من الخبرات التي يكتسبها الأطفال من أجل تحقيق "الأهداف"، أو القدرات والعادات التي يحتاجها الناس لأنشطة معينة.
ومن بين المنظرين المشهورين الآخرين لهذه الحركة إدوارد لي ثورندايك (1874-1949)، والد علم النفس التجريبي في التربية، وفريدريك وينسلو تايلور (1856-1915)، بنظريته في الإدارة العلمية، وديفيد سنيدن، عالم الاجتماع التربوي الذي روج للكفاءة الاجتماعية والتعليم المهني، و دبليو دبليو. تشارترز (1875-1952)، وهو مدرس تربية شعر بأن "المناهج الدراسية تتألف من تلك الأساليب التي يتم من خلالها تحديد الأهداف". وباستخدام التعليم كأداة للكفاءة، اعتقد هؤلاء المنظرون أنه يمكن السيطرة على المجتمع. تم تقييم الطلاب علميًا من خلال الاختبارات (مثل اختبارات نسبة الذكاء)، وتثقيفهم تجاه دورهم المتوقع في المجتمع. وتضمن ذلك تقديم المدارس المهنية والإعدادية لمعالجة المناهج الدراسية المصممة حول أنشطة حياتية محددة ترتبط بمستقبل المجتمع المحدد لكل طالب. يتكون المنهج الدراسي الفعال اجتماعيًا من أجزاء أو مهام دقيقة تشكل معًا مفهومًا أكبر.

## الحركة الإصلاحية التقدمية
بدأت حركة الإصلاح التقدمية في أواخر سبعينيات القرن التاسع عشر بعمل العقيد فرانسيس باركر، ولكنها ترتبط بشكل أكبر بجون ديوي، وكذلك جون ماير رايس وليستير فرانك وارد. غالبًا ما يُنسب الفضل إلى كتاب ديوي الصادر عام 1899 بعنوان المدرسة والمجتمع في بدء الحركة. شعر هؤلاء المصلحون أن المناهج الدراسية يجب أن تكون موجهة للأطفال وعلى مستوى قدرة الطفل الحالية. للمساعدة في فهم العلاقة بين المناهج الدراسية والطفل، وصف ديوي المناهج الدراسية بأنها "خريطة، وملخص، ونظرة منظمة ومرتبة للتجارب السابقة، تعمل كدليل للتجارب المستقبلية؛ فهي تعطي الاتجاه؛ وتسهل السيطرة؛ وتوفر الجهد، وتمنع التجول غير المجدي، وتشير إلى المسارات التي تؤدي بسرعة وبشكل مؤكد إلى النتيجة المرجوة". لقد تصور أن "الطفل والمناهج الدراسية هما ببساطة حدان يحددان عملية واحدة".
كانت حركتا الكفاءة الاجتماعية والإصلاح التقدمي متنافستين طوال عشرينيات القرن العشرين في الولايات المتحدة، حيث كانت ثلاثينيات القرن العشرين تابعة للتقدميين، أو منهج يجمع بين جوانب كليهما. لقد أدى عمل رالف دبليو. تايلر المبادئ الأساسية للمناهج والتدريس عام (1949) إلى تحويل بندول نظرية المناهج بعيدًا عن التركيز على الطفل نحو سلوكيات أكثر عمومية.
كانت نظرية تايلر تستند إلى أربعة أسئلة أساسية أصبحت تُعرف باسم منطق تايلر:
1. ما هي الأغراض التعليمية التي يجب أن تسعى المدرسة إلى تحقيقها؟
2. ما هي التجارب التعليمية التي يمكن توفيرها والتي من المرجح أن تحقق هذه الأغراض؟
3. كيف يمكن تنظيم هذه التجارب التعليمية بشكل فعال؟
4. كيف يمكننا تحديد ما إذا كان يتم تحقيق هذه الأغراض؟

## حركة التعليم المتعدد الثقافات
توجد أزمة عنصرية في الولايات المتحدة، والتي تتفاقم بسبب الفجوة المتزايدة الاتساع بين الأغنياء والفقراء. ومن أجل معالجة هذه الفجوة داخل حركة التعليم المتعدد الثقافات، هناك مجموعة من المعارف التي تدعي الحاجة إلى إعادة تصور وإعادة التفكير في التعليم الأمريكي. يدافع العديد من المؤلفين عن الحاجة إلى تغييرات جوهرية في النظام التعليمي الذي يعترف بوجود تعددية داخل التدريس والتعلم لطلاب التنوع. تشير الأبحاث الحالية إلى أن البنية التعليمية قمعية للطلاب المتنوعين وتشكل عقبة أمام الاندماج في المجتمع وتحقيق الطلاب. تشير نظرية التعليم المتعدد الثقافات الحالية إلى أن التغيير في المناهج والمؤسسات مطلوب لدعم تنمية الطلاب من خلفيات عرقية وثقافية متنوعة. هذه وجهة نظر مثيرة للجدل لكن التعليم المتعدد الثقافات يزعم أن المناهج التقليدية لا تمثل تاريخ المجموعة غير المهيمنة بشكل كافٍ. يدعم نيتو (1999) هذا الاهتمام بالطلبة الذين لا ينتمون إلى المجموعة المهيمنة ويبدو أن لديهم تجارب دراسية صعبة تتعارض مع هويتهم الثقافية الشخصية ومجموعات مرجعية مجتمعية أوسع نطاقًا.

## سبوتنك وقانون الدفاع الوطني
أدى إطلاق سبوتنك في عام 1957 إلى التركيز على العلوم والرياضيات في المناهج الدراسية في الولايات المتحدة. واتهم الأدميرال هايمان ج. ريكوفر الجمهور الأمريكي باللامبالاة بالإنجاز الفكري. "يجب أن تعود مدارسنا إلى تقليد التعليم الرسمي في الحضارة الغربية؛ نقل التراث الثقافي، والإعداد للحياة من خلال التدريب الفكري الصارم للعقول الشابة للتفكير بوضوح ومنطق واستقلالية". وكانت النتيجة العودة إلى المناهج الدراسية المشابهة للكلاسيكيين في تسعينيات القرن التاسع عشر والميلاد الحديث للتقليديين، مع التمويل الفيدرالي الضخم لتطوير المناهج الدراسية المقدمة بموجب قانون الدفاع الوطني لعام 1958.

## إعادة تصور المنهج الدراسي
كان جوزيف جيه شواب فعالاً في تحريض مطوري المناهج على التفكير خارج إطار النهج التقليدي. في ورقته البحثية التي نُشرت عام 1969 بعنوان "التطبيق العملي: لغة المناهج الدراسية"، أعلن أن مجال المناهج الدراسية "في طور الاحتضار". وقد أدى هذا، بالإضافة إلى الاضطرابات الاجتماعية التي شهدتها ستينيات وسبعينيات القرن العشرين، إلى إثارة حركة جديدة من "إعادة تصور" المناهج الدراسية. وقد ابتكرت مجموعة من المنظرين، بما في ذلك جيمس ماكدونالد، ودواين هوبنر، وروس موني، وهربرت إم. كليبارد، وبول كلوهر، ومايكل آبل، و دبليو إف بينار، وغيرهم، طرائقًا للتفكير في المناهج الدراسية ودورها في الأكاديمية، وفي المدارس، وفي المجتمع بشكل عام. وشمل نهجهم وجهات نظر من وجهات نظر اجتماعية وعرقية وجندرية وظاهراتية وسياسية وسير ذاتية ولاهوتية.

## الحاضر
يصف دبليو. إف. بينار المجال الحالي بأنه "مقسم... إلى إقطاعيات أو قطاعات دراسية منفصلة نسبيًا، كل منها يتجاهل الآخر عادةً باستثناء النقد العرضي". لقد تم انتقاد السيطرة الحكومية من أعلى إلى أسفل على المناهج التعليمية في العالم الناطق بالإنجليزية، بما في ذلك الولايات المتحدة، باعتبارها "غير تاريخية وغير نظرية، ونتيجة لذلك فهي عرضة لمشاكل صعبة في تنفيذها". ولكن هناك منظرون ينظرون إلى ما هو أبعد من المناهج الدراسية باعتبارها "ببساطة مجموعة من خطط الدراسة والمناهج والمواد التعليمية. بدلاً من ذلك، يصبح المنهج الدراسي نتيجة لعملية تعكس اتفاقًا سياسيًا ومجتمعيًا حول ماذا ولماذا وكيف يتم التعليم للمجتمع المستقبلي المرغوب فيه".